# Ina van der Beugel
Ina van der Beugel, auch Ina Brokmeier-van der Beugel, Pseudonym: Jacquelientje Plof (* 30. Dezember 1914 in Amsterdam; † 15. Januar 2003 in Almen, Gelderland) war eine niederländische Journalistin und Autorin.

## Leben
Sie entstammte einem gutbürgerlichen Elternhaus in Amsterdam und war die Tochter des Theodor Max van der Beugel (1889–??), der um 1920 die „Villa Georgina“ als Sommerhaus in Zandvoort kaufte, und der Sophia van Praag (1891–1964). Ihr Bruder war der niederländische Diplomat, KLM-Präsident und spätere Hochschullehrer Ernst Hans van der Beugel (1918–2004). Ina heiratete Johan Brokmeier (1907–1967) und hieß seitdem offiziell Ina Brokmeier-van der Beugel.
Beugel, die in Anfangsjahren auch unter dem Pseudonym Jacquelientje Plof schrieb, arbeitete seit 1945 als Journalistin. Zunächst begann sie als Redakteurin beim niederländischen Magazin Elseviers Weekblad, ab etwa 1955 schrieb sie über 30 Jahre lang u. a. wöchentliche Kolumnen für das niederländische NRC Handelsblad. Ihre spitzfindige und ironische, gefühl- und geistvolle Art, über die zwischenmenschlichen Beziehungen zwischen Männern, Frauen und Kindern sowie über andere häusliche Themen zu schreiben, machte sie bei ihren Lesern schnell beliebt. Erst 1983 schied sie beim NRC Handelsblad aus, begann aber 1992 wieder Kolumnen über ihre Jugenderinnerungen zu schreiben.
Beugel wurde mit zwei kleinen Büchern in der Übersetzung von Lore Grages auch im deutschsprachigen Raum bekannt: Was Eva über Adam denkt (Original: Een vrouw over mannen, 1946/1948) und als passendes Gegenstück Was Adam über Eva denkt (Original: Een man over vrouwen, 1946/1948) erschienen 1955 in Erstauflage beim Sanssouci Verlag und wurden über 40 Jahre in weiteren Auflagen – zuletzt vom Carl Hanser Verlag – verkauft. Das Buch Een man over vrouwen wurde auch ins Italienische übersetzt als Quello che Eva pensa di Adamo (1961).
Mindestens in den Jahren 1980 bis 1983 war Beugel Mitglied der Jury zur Verleihung der niederländischen Literaturpreise Tollens-prijs, Kluwer-prijs und des Jacobson-prijs der Stiftung Tollensfonds. Sie starb am 15. Januar 2003 und wurde eine Woche später, am 22. Januar 2003, beigesetzt.

## Werke (Auswahl)
Insgesamt veröffentlichte Ina van der Beugel 42 Werke in 66 Büchern und in fünf Sprachen, darunter
- Jacquelientje Plof: Papieren harten. Een zeer onserieuze studie, Meyer’s Boek & Handelsdrukkerĳ, Erstauflage Wormerveer 1945; Neuauflage: Verlag De Boekerij, Baarn 1950
- Jacquelientje Plof: Een vrouw over mannen, mit Zeichnungen von Charles Boost, Verlag De Boekerij, Baarn 1946
- Jacquelientje Plof: Een man over de vrouwen, mit Zeichnungen von Dick de Wilde, Verlag H.A.M. Roelants, Schiedam 1946
- Een bosje van dit, Verlag Agon Elsevier, 1948
- Een vrouw over mannen, mit Zeichnungen von Jean Effel, Verlag De Boekerij, Baarn 1948 (Erstauflage), weitere Auflagen folgten. Deutsche Übersetzung von Lore Grages: Was Eva über Adam denkt, Sanssouci Verlag, Zürich 1955, ISBN 3-7254-0038-5 bzw. ISBN 978-3-7254-0038-6; neueste Auflage Carl Hanser Verlag, Februar 1997, ISBN 3-446-18467-8 bzw. ISBN 978-3-446-18467-1
- Een man over vrouwen, mit Zeichnungen von Jean Effel, Verlag De Boekerij, Baarn 1948 (Erstauflage), weitere Auflagen folgten. Deutsche Übersetzung von Lore Grages: Was Adam über Eva denkt, Sanssouci-Verlag, Zürich 1955; neueste Auflage Carl Hanser Verlag, August 1995, ISBN 3-7254-0037-7 bzw. ISBN 978-3-7254-0037-9. Italienische Übersetzung: Quello che Eva pensa di Adamo, Verlag F. Elmo, 1961
- Honderd vijftig jaar Van Benthem en Jutting, 1951
- Een snufje ran dat Amsterdam, Verlag Agon Elsevier, 1954
- mit Anita Colby: Aantrekkelijk zijn en blijven, Verlag Becht, 1954
- Herinneringen van een niemendalletje, Verlag De Boekerij, Baarn 1955
- Kleiner Ferienknigge, mit Zeichnungen von E.-C. Martiny, Übersetzung: Lore Grages, Sanssouci-Verlag, Zürich 1958
- mit Annemarie Weber: Spaar de vrouwen. Een beddelampboekje voor mannen, Verlag Bigot & van Rossum, 1959
- Een snufje van dat, Verlag Agon Elsevier, 1963
- Welkome wenken voor wie bloemen wil schenken, 1963
- Paperclip (Englisch), Verlag Donker, 1972, ISBN 90-6100-113-7 bzw. ISBN 978-90-6100-113-3
- Voor de vrouw die moet zeggen. Je staat er alleen voor ..., Verlag Agon Elsevier, 1973, ISBN 90-10-10438-9 bzw. ISBN 978-90-10-10438-0
- Echt, we scheiden ermee uit. Praktische informatie over echtscheiding, Verlag Elsevier, Amsterdam/Brüssel 1975
- mit Edith Lauda: Mooier. mooier zitten, mooier staan, mooier liggen, mooier gaan, Verlag Ankh-Hermes, 1976, ISBN 90-202-5395-6 bzw. ISBN 978-90-202-5395-5
- mit Amy Groskamp-Ten Have: Hoe hoort het eigenlijk?, Verlag Becht, 1979, ISBN 90-230-0448-5 bzw. ISBN 978-90-230-0448-6
- Stukjes-regen, Verlag Donker, Rotterdam 1979, ISBN 90-6100-156-0 bzw. ISBN 978-90-6100-156-0
- Licht gekruid, Verlag Donker, Rotterdam 1981, ISBN 90-6100-193-5 bzw. ISBN 978-90-6100-193-5
- Bij stukjes en beetjes, Verlag Donker, Rotterdam 1984, ISBN 90-6100-224-9 bzw. ISBN 978-90-6100-224-6
- Zo was het. Heringerinnen uit de tijd van pijpekrullen, griffeldoos en kolenkit, Verlag Balans, Amsterdam 1993. Neuauflage: Zo was het. Herinneringen uit de tijd van pijpekrullen, griffeldoos en kolenkit, Band 1448 von Grote Letter Bibliotheek, Verlag Baambrugge, 1995, ISBN 90-364-1448-2 bzw. ISBN 978-90-364-1448-7